# Tốc độ
Tốc độ là một đại lượng vô hướng cho biết độ lớn của sự thay đổi trong quãng đường dịch chuyển trên một đơn vị thời gian. Trong chuyển động học, tốc độ tức thời chính là độ lớn của vận tốc tức thời của một vật, và vì thế luôn lớn hơn 0, nhưng tốc độ không nhất thiết phải là độ lớn vận tốc trong một khoảng thời gian không đủ nhỏ. Trong ngôn ngữ thường ngày, khái niệm tốc độ thường được dùng để chỉ "độ nhanh" của một vật đang di chuyển.
Đơn vị SI của tốc độ là {\displaystyle m/s} (meter trên giây). Thứ nguyên của tốc độ là độ dài trên thời gian. Một số đơn vị phổ biến khác của tốc độ được dùng gồm có {\displaystyle km/h} (kilometer trên giờ), {\displaystyle mi/h} (hay {\displaystyle mph}; dặm trên giờ). Đối với du lịch hàng không và hàng hải, nút (knot) thường được sử dụng.
Theo thuyết tương đối hẹp, tốc độ nhanh nhất có thể mà năng lượng hoặc thông tin có thể truyền đi là tốc độ ánh sáng trong chân không {\displaystyle c=299\,792\,458\,m/s} ({\displaystyle c\approx 1,08\cdot 10^{9}\,km/h\approx 6,71\cdot 10^{8}\,mi/h}). Vật chất không thể đạt tới tốc độ ánh sáng vì điều này sẽ đòi hỏi một lượng năng lượng vô hạn. Trong vật lý thuyết tương đối, khái niệm độ nhanh thay thế ý tưởng cổ điển về tốc độ.

## Định nghĩa

### Định nghĩa lịch sử
Nhà vật lý người Ý Galileo Galilei thường được cho là người đầu tiên đo tốc độ bằng cách xem xét khoảng cách được bao phủ và thời gian nó cần. Galileo định nghĩa tốc độ là khoảng cách đi được trên một đơn vị thời gian. Ở dạng phương trình, đó là
{\displaystyle s={\frac {d}{t}},}
trong đó {\displaystyle s} là tốc độ, {\displaystyle d} là khoảng cách, và {\displaystyle t} là thời gian. Ví dụ, một người đi xe đạp đi được quãng đường 30 mét trong thời gian 2 giây thì có vận tốc là 15 mét một giây. Các vật thể chuyển động thường có sự thay đổi về tốc độ (một chiếc ô tô có thể di chuyển dọc theo một con phố với vận tốc 50   km/h, chậm về 0   km/h, và sau đó đạt 30   km/h).

### Tốc độ tức thời
Tốc độ tại một thời điểm nào đó, hoặc được giả định là không đổi trong một khoảng thời gian rất ngắn, được gọi là tốc độ tức thời. Bằng cách nhìn vào đồng hồ tốc độ, người ta có thể đọc được tốc độ tức thời của ô tô tại bất kỳ thời điểm nào. Một chiếc ô tô đi với vận tốc 50   km/h thường đi trong ít hơn một giờ với tốc độ không đổi, nhưng nếu nó đi với tốc độ đó trong một giờ, nó sẽ đi được 50   km. Nếu xe chạy tiếp với vận tốc đó trong nửa giờ thì xe đi được một nửa quãng đường đó (25   km). Nếu chỉ tiếp tục trong một phút, nó sẽ bao gồm khoảng 833 m.
Theo thuật ngữ toán học, tốc độ tức thời {\displaystyle v} được định nghĩa là độ lớn của vận tốc tức thời {\displaystyle {\boldsymbol {v}}}, nghĩa là, đạo hàm của vị trí {\displaystyle {\boldsymbol {r}}} đối với thời gian:
{\displaystyle v=\left|{\boldsymbol {v}}\right|=\left|{\dot {\boldsymbol {r}}}\right|=\left|{\frac {d{\boldsymbol {r}}}{dt}}\right|\,.}
Nếu {\displaystyle s} là độ dài của quãng đường (còn gọi là quãng đường) đi được cho đến thời điểm {\displaystyle t}, tốc độ bằng đạo hàm thời gian của {\displaystyle s}:
{\displaystyle v={\frac {ds}{dt}}.}
Trong trường hợp đặc biệt khi vận tốc không đổi (nghĩa là tốc độ không đổi trên một đường thẳng), điều này có thể được đơn giản hóa thành {\displaystyle v=s/t}. Tốc độ trung bình trong một khoảng thời gian hữu hạn là tổng quãng đường đã đi chia cho khoảng thời gian.

### Tốc độ trung bình
Khác với tốc độ tức thời, tốc độ trung bình được định nghĩa là tổng quãng đường đi được chia cho khoảng thời gian. Ví dụ, nếu bạn lái xe một quãng đường dài 80 km trong 1 giờ thì tốc độ trung bình là 80 km/h. Tương tự, nếu bạn đi được 320 km trong 4 giờ thì tốc độ trung bình cũng là 80 km/h. Khi một khoảng cách tính bằng km (km) được chia cho thời gian bằng giờ (h), kết quả tính bằng km trên giờ (km/h).
Tốc độ trung bình không mô tả sự thay đổi tốc độ có thể xảy ra trong khoảng thời gian ngắn hơn (vì nó là toàn bộ quãng đường được chia cho tổng thời gian di chuyển), và vì vậy tốc độ trung bình thường khá khác với giá trị của tốc độ tức thời. Nếu tốc độ trung bình và thời gian di chuyển được biết, thì khoảng cách di chuyển có thể được tính bằng cách sắp xếp lại định nghĩa thành
{\displaystyle d={\boldsymbol {\bar {v}}}t\,.}
Sử dụng phương trình này cho tốc độ trung bình là 80 km một giờ trong một chuyến đi 4 giờ, khoảng cách tính được là 320 km.
Được thể hiện bằng ngôn ngữ đồ thị, độ dốc của một đường tiếp tuyến tại bất kỳ điểm nào của đồ thị khoảng cách-thời gian là tốc độ tức thời tại điểm này, trong khi độ dốc của đường dây cung của cùng một đồ thị là tốc độ trung bình trong khoảng thời gian đi trên dây cung. Tốc độ trung bình của một vật là Vav = s ÷ t

### Sự khác biệt giữa tốc độ và vận tốc
Tốc độ chỉ biểu thị tốc độ của một vật đang chuyển động, trong khi vận tốc mô tả cả tốc độ và hướng mà vật thể đang chuyển động. Nếu một chiếc ô tô được cho là đi với vận tốc 60 km/h, tốc độ của nó đã được xác định. Tuy nhiên, nếu cho rằng chiếc xe đang chuyển động với vận tốc 60 km/h về phía bắc, vận tốc của nó hiện đã được xác định.
Sự khác biệt lớn có thể được nhận thấy khi xem xét chuyển động quanh một vòng tròn. Khi một vật chuyển động theo đường tròn và quay trở lại điểm xuất phát, vận tốc trung bình của nó bằng 0, nhưng tốc độ trung bình của nó được tìm thấy bằng cách chia chu vi của vòng tròn cho thời gian cần thiết để chuyển động quanh vòng tròn. Điều này là do vận tốc trung bình được tính bằng cách chỉ xem xét độ dịch chuyển giữa điểm đầu và điểm cuối, trong khi tốc độ trung bình chỉ xem xét tổng quãng đường đã đi.

### Tốc độ tiếp tuyến
Tốc độ tuyến tính là quãng đường đi được trên một đơn vị thời gian, còn tốc độ tiếp tuyến (hay vận tốc tiếp tuyến) là tốc độ tuyến tính của một vật chuyển động dọc theo một đường tròn. Một điểm ở mép ngoài của vòng quay hoặc bàn xoay sẽ di chuyển được một khoảng cách lớn hơn trong một vòng quay hoàn chỉnh so với điểm gần tâm hơn. Di chuyển một quãng đường lớn hơn trong cùng một thời gian có nghĩa là một tốc độ lớn hơn, và do đó tốc độ tuyến tính ở rìa ngoài của một vật thể quay lớn hơn ở gần trục hơn. Tốc độ này dọc theo đường tròn được gọi là tốc độ tiếp tuyến vì hướng của chuyển động tiếp tuyến với chu vi của đường tròn. Đối với chuyển động tròn, thuật ngữ tốc độ thẳng và tốc độ tiếp tuyến được sử dụng thay thế cho nhau và cả hai đều sử dụng các đơn vị là m / s, km/h và các đơn vị khác.
Tốc độ quay (hay tốc độ góc) liên quan đến số vòng quay trên một đơn vị thời gian. Tất cả các bộ phận của một chiếc đu quay cứng hoặc bàn xoay đều quay quanh trục quay trong cùng một khoảng thời gian. Do đó, tất cả các bộ phận có cùng tốc độ quay, hoặc cùng số vòng quay hoặc số vòng quay trên một đơn vị thời gian. Người ta thường biểu thị tốc độ quay theo số vòng quay trên phút (RPM) hoặc theo số "radian" quay được trong một đơn vị thời gian. Có ít hơn 6 radian trong một vòng quay hoàn toàn (chính xác là 2 π radian). Khi một hướng được gán cho tốc độ quay, nó được gọi là vận tốc quay hoặc vận tốc góc. Vận tốc quay là một vectơ có độ lớn là tốc độ quay.
Tốc độ tiếp tuyến và tốc độ quay có liên quan với nhau: RPM càng lớn, tốc độ tính bằng mét trên giây càng lớn. Tốc độ tiếp tuyến tỷ lệ thuận với tốc độ quay tại bất kỳ khoảng cách cố định nào từ trục quay. Tuy nhiên, tốc độ tiếp tuyến, không giống như tốc độ quay, phụ thuộc vào khoảng cách xuyên tâm (khoảng cách từ trục). Đối với một bệ quay với tốc độ quay cố định, tốc độ tiếp tuyến ở tâm bằng không. Về phía cạnh của nền tảng, tốc độ tiếp tuyến tăng tỷ lệ với khoảng cách từ trục. Ở dạng phương trình:
{\displaystyle v\propto \!\,r\omega \,,}
trong đó v là tốc độ tiếp tuyến và ω (chữ cái Hy Lạp là omega) là tốc độ quay. Một chuyển động nhanh hơn nếu tốc độ quay tăng (một giá trị lớn hơn cho ω) và một cũng chuyển động nhanh hơn nếu xảy ra chuyển động xa trục (một giá trị lớn hơn cho r). Di chuyển xa trục quay gấp đôi ở tâm và bạn chuyển động nhanh gấp đôi. Di chuyển ra xa ba lần và bạn có tốc độ tiếp tuyến gấp ba lần. Trong bất kỳ loại hệ quay nào, tốc độ tiếp tuyến phụ thuộc vào khoảng cách bạn ở xa trục quay.
Khi các đơn vị thích hợp được sử dụng cho tốc độ tiếp tuyến v, tốc độ quay ω và khoảng cách bán kính r, tỷ lệ thuận của v với cả r và ω trở thành phương trình chính xác
{\displaystyle v=r\omega \,.}
Do đó, tốc độ tiếp tuyến sẽ tỷ lệ thuận với r khi tất cả các bộ phận của hệ thống đồng thời có cùng ω, như đối với bánh xe, đĩa.